# Tremembés
Os tremembés são um povo étnico indígena que habita atualmente a área indígena Tremembé de Almofala (Itarema) e as terras indígenas São José e Buriti (Itapipoca), Córrego do João Pereira (Itarema e Acaraú) e Tremembé de Queimadas (Acaraú), no litoral do estado do Ceará, no Brasil. Também estão presentes em cidades do Maranhão como, Araioses e Tutóia, após migrações de terras cearenses.  O principal objetivo dos Tremembé é a demarcação de terras. São um povo que dá muita importância aos costumes, cultura e história para as próximas gerações.  A organização da tribo é separada entre os agentes de aldeamento. Ei-los: os diretores e cuidadores de índios, juízes de orfãos, religiosos, ligados à igreja, e por fim, membros da irmandade da Nossa Senhora da Conceição.

## Etimologia
O vocábulo é oriundo do termo Tupi "tere-membé" que pode significar "tumultuario, amotinado" ou "encharcado, alagadiço" em alusão aos lugares onde o povo tremembé costumava habitar que geralmente eram compostos por brejos e pantanais na beira-mar. Muitos especialistas defendem tratar-se duma exodenominação dada pelos Tupis, a maneira como os Tupis os viam "peixes racionais" ou "moradores d'água". 

## Descrição

### Descrições dadas por Vicente Pinzón e sua tripulação ao se depararem com os tremembés na costa cearense.
Na sua visita as costas cearenses Pinzón não conseguiu contacto directo com os nativos do cabo de Santa Maria de la Consolación; notou porém que eles usavam bons arcos e lanças. Na sua segunda estação, em Rostro Hermoso, (Mucuripe) observou-os mais detidamente. Verificou que pernoitavam ao ar livre e acendiam fogos, dando a impressão que havia ali um acampamento. Percebeu também que "eram mais altos do que germanos ou húngaros". Informaram ainda os expedicionários, sob juramento, a Mártir que as pegadas dessa gente igualavam quase o dobro da do homem médio da Espanha.

### Descrições do Pe. Ivo d'Evreuz acerca da destreza dos tremembés no uso do arco e flecha e de sua força física colossal.
0 pe. lvo d'Evreuz diz que os Tremembés se alimentavam ordinariamente de peixes, porém, iam a caça; não gostavam de fazer hortas (agricultura) nem casas; moravam sob choupanas e preferiam as planicies às florestas. Com mais destreza que os Tupinambás pescavam à flecha. São tão robustos, acrescenta o padre, a ponto de segurarem pelo braço um dos seus inimigos (Tupinambá) e atirarem-no ao chão como se fosse um capão (galinha). Dormem ordinariamente na areia.

### Registros iconográficos do fenótipo dos Tremembés durante o pré-contato com os colonos europeus (séc. XVI - séc. XVII)

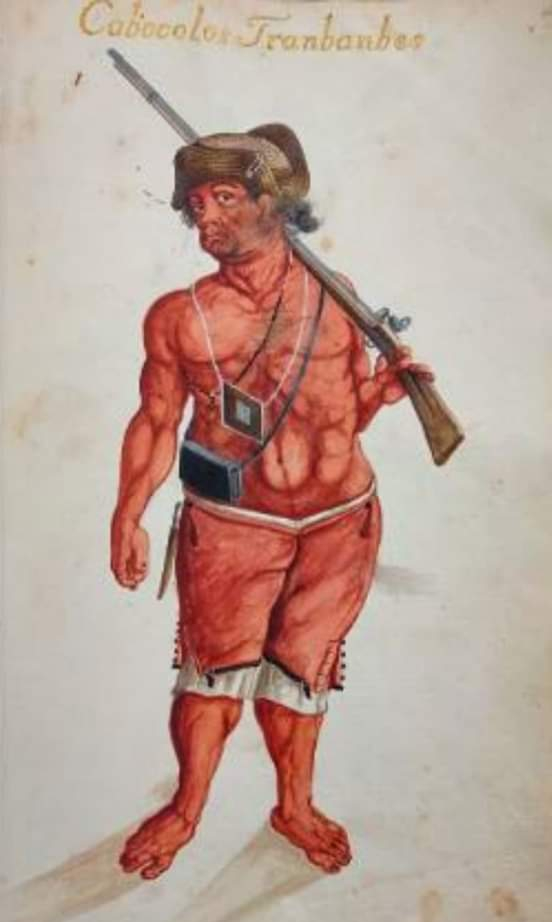
“Caboclos Trambambes”. Ilustrações da década de 1770. Coleção do Museu Histórico Nacional.

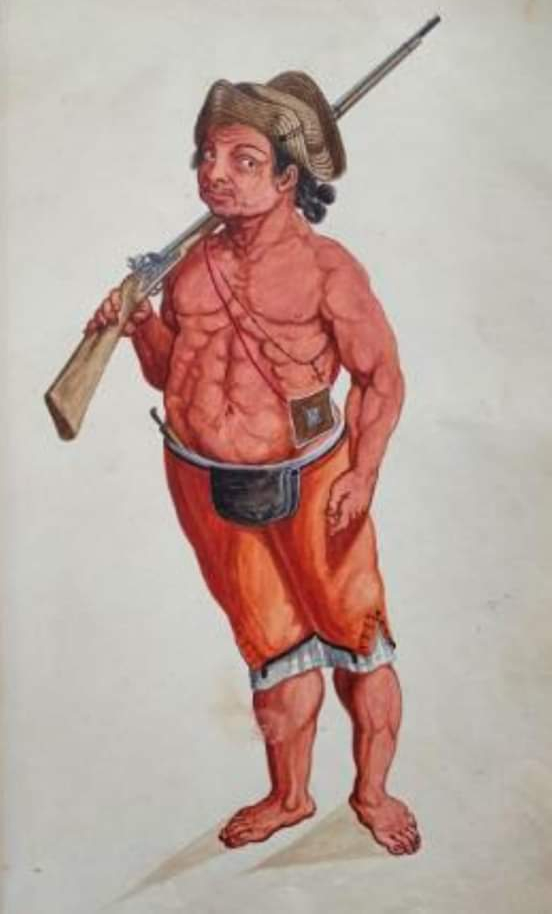
“Caboclos Trambambes”. Ilustrações da década de 1770. Coleção do Museu Histórico Nacional.

Em resumo, com base nas evidências supracitadas — orais, escritas e iconográficas do período colonial — os Tremembés do período pré-contato eram descritos como indivíduos de estatura média a alta, com cabelos escuros, cacheados ou ondulados, e fisionomia robusta, resultado da intensa atividade física ligada à pesca. Sua pele apresentava um tom mais claro em comparação com o dos demais povos nativos do litoral, e seus olhos eram castanhos escuros, refletindo traços que os diferenciavam no contexto regional. Essas características físicas, aliadas ao modo de vida marítimo, evidenciam a relação estreita dos Tremembés com o ambiente costeiro, moldando sua cultura, subsistência e identidade desde tempos ancestrais.

## Origem dos tremembés

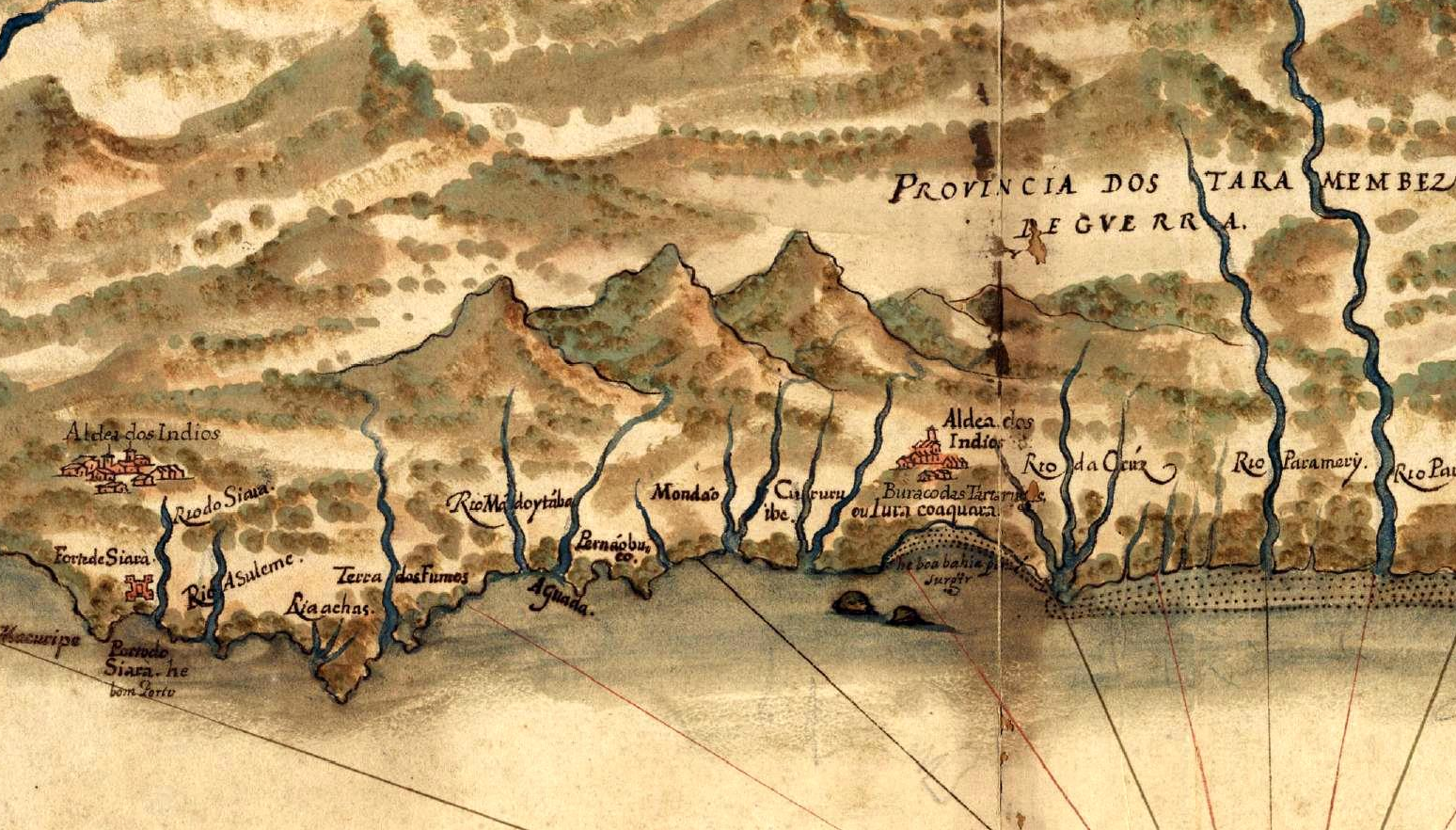
Pormenor do mapa da costa do Ceará de 1629 (Albernaz I); em destaque, as terras dos tremembés.

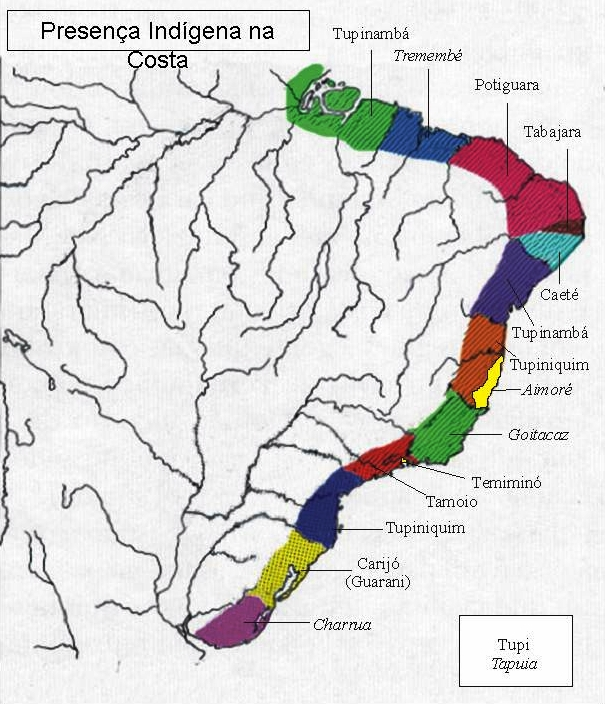
Distribuição dos grupos indígenas no litoral do Brasil no século XVI

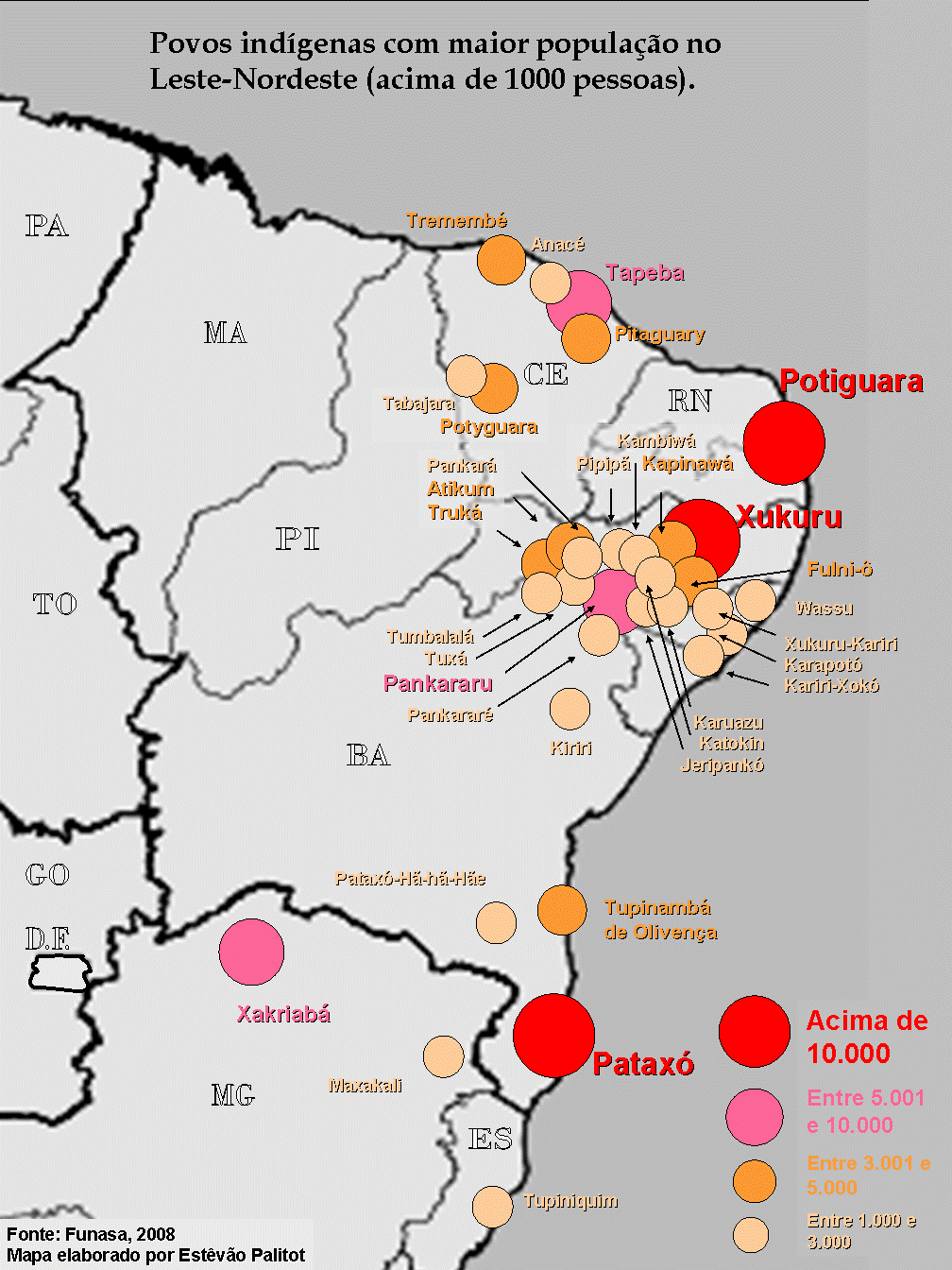
Etnias indígenas com mais representantes no Leste-Nordeste do Brasil

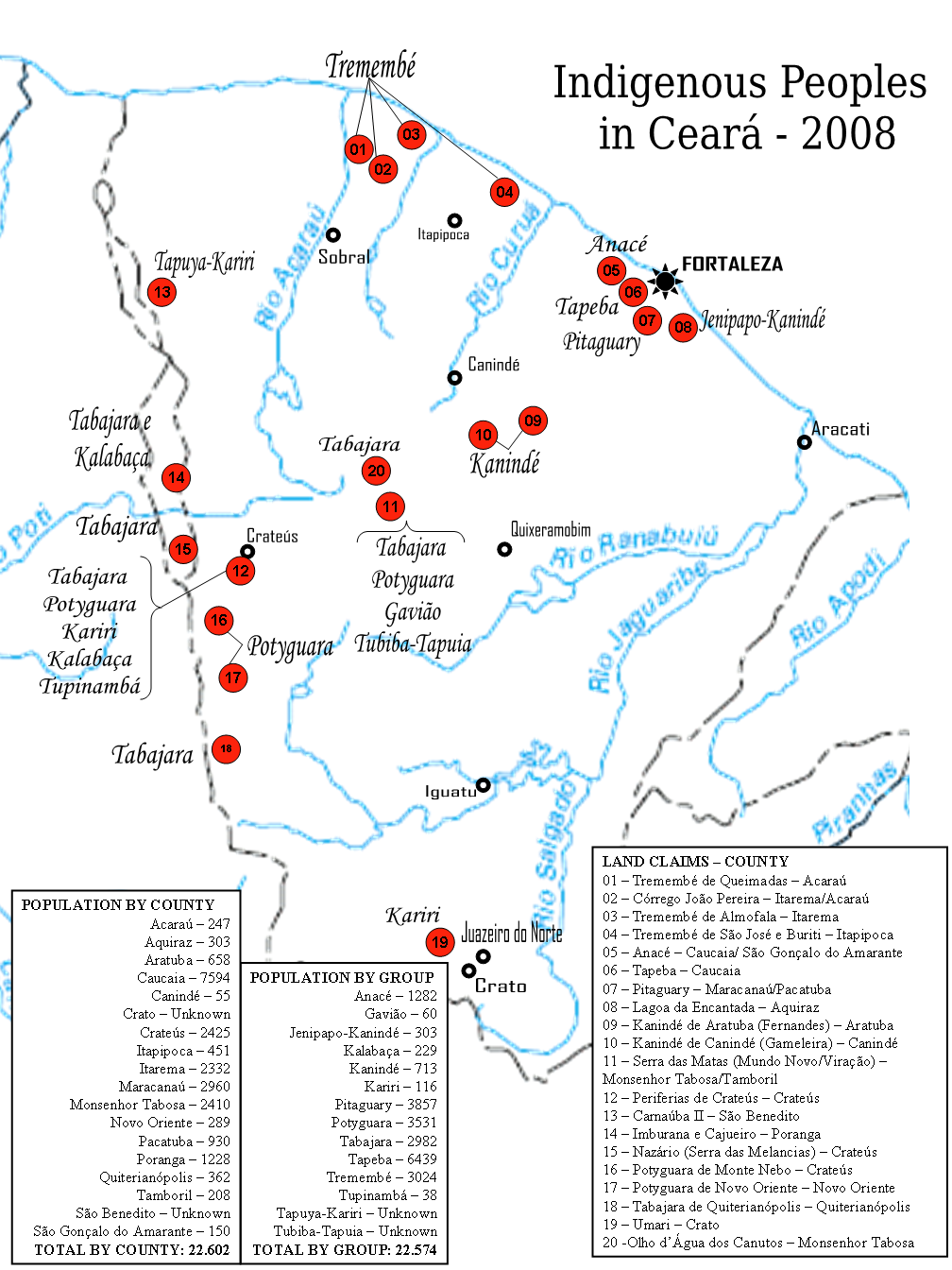
Mapa indicando a presença indígena contemporânea no Ceará. Fontes: Fundação Nacional do Índio e Fundação Nacional de Saúde.

Os tremembés eram originalmente nômades não tupis que viviam num território que se estendia do sul do Maranhão até ao Rio Acaraú, no atual estado do Ceará. 
A expedição de Vicente Pinzón em setembro de 1500 menciona pela primeira vez os habitantes nativos da costa do Ceará. Um ano mais tarde, a expedição de Américo Vespúcio pela costa do Nordeste brasileiro em 1501 traria em suas crônicas episódios envolvendo os tremembés, embora ainda sem denominação tribal.
Exercem por dois séculos trocas comerciais com muitos europeus que atracavam na costa brasileira a fim de manter controle sob o seu território. No século XVIII foram aldeados pelos Jesuítas nas missões de Tutoya (Tutóia-Maranhão), Aldeia do Cajueiro (Almofala) e Soure (Caucaia).  Nos tempos coloniais, os Tremembé viviam na região desde a foz do rio Gurupi, no Maranhão, até a Serra de Ibiapaba, no Ceará. Viviam principalmente da pesca e do comércio de estrangeiros. Eram corajosos e resistentes aos ataques dos colonizadores.
Foram declarados como não existentes pelo então governador da Província do Ceará (José Bento da Cunha Figueiredo Júnior), após decreto de 1863. Antes disto, em 1854, os índios perderam o direito da terra pela regulamentação da Lei da Terra. Esses ressurgem no cenário cearense nas décadas de 1980 e 1990, quando são reconhecidos pela Fundação Nacional do Índio.
Nas décadas de 1950 e 1960, famílias tremembés emigraram aos municípios de Raposa, junto com migrações de pescadores cearenses para a região, e de São José de Ribamar, para trabalhar  num dos engenhos da região.
Em 2013, os tremembés de Raposa tiveram sua etnicidade reconhecida pela Funai, em processo que contou com a participação de alguns membros do povo tremembé, que continua a viver em Almofala, e lutam pelo acesso aos direitos específicos e políticas sociais.
Os tremembés de São José de Ribamar lutam por reconhecimento étnico e pela posse das terras da comunidade de Engenho.

## Lideranças tremembés que ficaram na história

### Cacique Tatuguaçu (Tatu Grande)
O cacique Tatuguaçu (Tatu Grande) foi um chefe Tremembé que, tomado de fúria diante da presença dos colonos portugueses em território de seu povo, arquitetou uma emboscada meticulosamente planejada com o objetivo de dizimar toda uma expedição inimiga. Conhecedor profundo da mata, das trilhas ocultas e dos pontos estratégicos de ataque, Tatuguaçu reuniu seus guerreiros e preparou uma ofensiva que cercava os colonos por todos os lados, tornando a fuga praticamente impossível. O registro colonial relata que os portugueses, após enfrentarem intenso perigo e sentirem-se a um passo da morte iminente, conseguiram escapar apenas durante a noite, aproveitando-se da escuridão e da confusão para romper o cerco. Mesmo assim, a investida de Tatuguaçu ficou marcada como uma das mais audaciosas tentativas de extermínio de uma expedição inteira de colonos nas terras Tremembé no século XVI.

### Tatupeba (Tatu chato)
Cacique de Camocim, Ceará.

### Arinhã Magú
Cacique do povo Araio no Maranhão (1679 - 12 de abril de 1763). 

## Arte e cultura

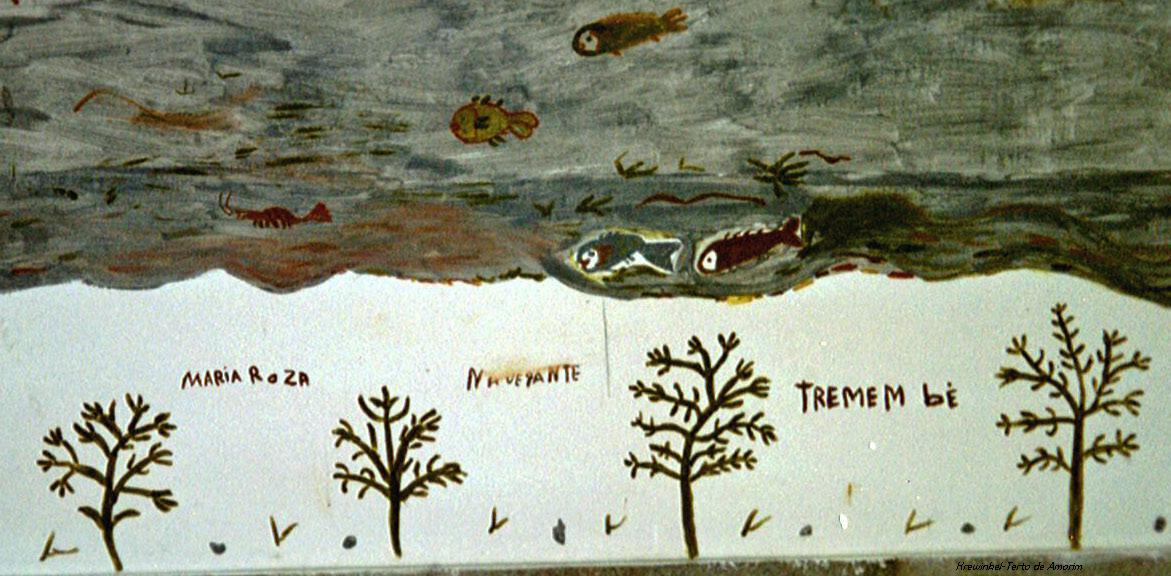
Arte tremembé

### O torém
Os tremembés conseguiram reaprender um pouco da sua arte e cultura. Dançam o torém (uma dança tradicional tremembé) e ainda produzem o mocororó (vinho de caju azedo fermentado). Costumam pintar as paredes das suas habitações, das escolas diferenciadas e cerâmicas com motivos simbólicos do seu habitat, como: o caju, a rolinha, peixes, caranguejos e outros. As mulheres tremembés confeccionam biojoias, como colares e pulseiras com conchas, búzios e sementes e costumam vendê-las a 7 de Setembro, dia em que os tremembés empreendem a marcha tremembé desde 2003.  Realizam-se muitos eventos culturais ao longo do ano pela tribo Tremembé. Eis alguns exemplos: o Torém, uma manifestação cultural relacionada à natureza, e também outros eventos, como a Festa do Murici e Batiputá, Festa e Iemanjá, etc. A tecelagem também é confeccionada por eles. Os Tremembé falam apenas o português brasileiro, mas guardam resquícios da língua nativa, conhecida como Poromonguetá, uma língua derivada da família de línguas Tupi. Os cânticos do Torém contém muitas palavras do Poromonguetá, misturadas à palavras de origem Tupi.

### Dança do caroço
Não há consenso quanto à origem da dança do caroço, há quem correlacione suas origens a antigos ritos de origem africana. No entanto, muitos também afirmam que está diretamente ligada ao povo tremembé que habitava o município de Tutóia antes da chegada dos colonizadores na região.

### Exímios nadadores e pescadores
Os tremembés são descritos como hábeis nadadores e pescadores por cronistas do período colonial, conforme é relatado, arremetiam a nado contra os tubarões com uma madeira pontuda, enfiavam-na guela adentro da boca do animal e  traziam-no a superfície não tanto com o propósito de comê-lo, mas para extrair-lhe os dentes e fazer as pontas de suas flechas que eram venenosas e mortíferas.

## Pré-Tremembés
O engenheiro, escritor e presidente do Instituto do Ceará Pompeu Sobrinho defendeu enquanto vivo que os tremembés habitaram alguns trechos das praias do Sul do Brasil, o que englobava um território que corresponde desde o atual estado do Rio Grande do Sul até o atual estado do Rio de Janeiro. No estado de São Paulo há alguns lugares cujo tupônimo é Tremembé em alusão a esse povo que outrora lá habitara.
Trecho do artigo “ÍNDIOS TREMEMBÉS” de Pompeu Sobrinho escrito para a Revista do Instituto do Ceará em 1951.
Há indícios de que este povo estranho habitara certos trechos das praias do sul do Brasil. Em S. Paulo é conhecido o tupónimo Tremembé; mas, indícios mais positivos, parece, indicam que nas nas costas dos Estados do Rio Grande do Sul até a do Rio de Janeiro viveram pre-tremembés.